# Torhelm
Le Torhelm est une montagne qui s’élève à 2 494 m d’altitude dans les Alpes de Kitzbühel, en Autriche.